# Veenendaal-Veenendaal 1989
La Veenendaal-Veenendaal 1989, quarta edizione della corsa, si svolse il 23 agosto su un percorso di 214 km, con partenza e arrivo a Veenendaal. Fu vinta dall'olandese Jean-Paul van Poppel della squadra Panasonic-Isostar davanti ai connazionali John Vos e Mathieu Hermans.

## Ordine d'arrivo (Top 10)
| Pos. | Corridore            | Squadra              | Tempo    |
| ---- | -------------------- | -------------------- | -------- |
| 1    | Jean-Paul van Poppel | Panasonic-Isostar    | 5h15'43" |
| 2    | John Vos             | PDM-Ultima-Concorde  |          |
| 3    | Mathieu Hermans      | Caja Rural-Paternina |          |
| 4    | Johnny Dauwe         | Domex-Weinmann       |          |
| 5    | Jelle Nijdam         | Superconfex-Yoko     |          |
| 6    | Adrie van der Poel   | Domex-Weinmann       |          |
| 7    | Nico Verhoeven       | PDM-Ultima-Concorde  |          |
| 8    | Peter Pieters        | TVM-Van Schilt       |          |
| 9    | Hendrik Redant       | Lotto                |          |
| 10   | Pascal Elaut         | Humo-TW Rock         |          |